# Eleanor Goss
Pour les articles homonymes, voir Goss.
Eleanor Goss, née le 18 novembre 1895 à New York et morte le 6 novembre 1982 à Salisbury (Connecticut),   est une joueuse de tennis américaine de l'entre-deux-guerres. 
Elle s'est notamment illustrée à l'US Women's National Championship, remportant le double dames à quatre reprises, dont trois fois consécutivement entre 1918 et 1920 avec Marion Zinderstein Jessup.
En 1918, elle a aussi atteint la finale du simple, battue par Molla Bjurstedt Mallory.

## Palmarès (partiel)

### Finale en simple dames
| No | Date       | Nom et lieu du tournoi                  | Catégorie | Surface      | Vainqueure      | Score    |          |
| -- | ---------- | --------------------------------------- | --------- | ------------ | --------------- | -------- | -------- |
| 1  | 17/06/1918 | US National Championships, Philadelphie | G. Chelem | Gazon (ext.) | Molla Bjurstedt | 6-4, 6-3 | Parcours |

### Titres en double dames
| No | Date       | Nom et lieu du tournoi                 | Catégorie | Surface      | Partenaire         | Finalistes                           | Score           |          |
| -- | ---------- | -------------------------------------- | --------- | ------------ | ------------------ | ------------------------------------ | --------------- | -------- |
| 1  | 17/06/1918 | US National Championships Philadelphie | G. Chelem | Gazon (ext.) | Marion Zinderstein | Molla Bjurstedt Mrs. Johan Rogge     | 7-5, 8-6        | Parcours |
| 2  | 16/06/1919 | US National Championships Philadelphie | G. Chelem | Gazon (ext.) | Marion Zinderstein | Eleonora Sears Hazel Hotchkiss       | 10-8, 9-7       | Parcours |
| 3  | 13/09/1920 | US National Championships Philadelphie | G. Chelem | Gazon (ext.) | Marion Zinderstein | Eleanor Tennant Helen Baker          | 6-3, 6-1        | Parcours |
| 4  | 16/08/1926 | US National Championships Forest Hills | G. Chelem | Gazon (ext.) | Elizabeth Ryan     | Mary Kendall Browne Charlotte Chapin | 3-6, 6-4, 12-10 | Parcours |

### Finales en double dames
| No | Date       | Nom et lieu du tournoi                 | Catégorie | Surface      | Vainqueures                  | Partenaire         | Score         |          |
| -- | ---------- | -------------------------------------- | --------- | ------------ | ---------------------------- | ------------------ | ------------- | -------- |
| 1  | 13/08/1923 | US National Championships Forest Hills | G. Chelem | Gazon (ext.) | Kitty McKane Phyllis Howkins | Hazel Hotchkiss    | 2-6, 6-2, 6-1 | Parcours |
| 2  | 11/08/1924 | US National Championships Forest Hills | G. Chelem | Gazon (ext.) | Hazel Hotchkiss Helen Wills  | Marion Zinderstein | 6-4, 6-3      | Parcours |

## Parcours en Grand Chelem (partiel)
Si l’expression « Grand Chelem » désigne classiquement les quatre tournois les plus importants de l’histoire du tennis, elle n'est utilisée pour la première fois qu'en 1933, et n'acquiert la plénitude de son sens que peu à peu à partir des années 1950.

### En simple dames
| Année | Championnat d'Australasie | Championnat d'Australasie | Championnat de France | Championnat de France | Wimbledon       | Wimbledon    | US National | US National     |
| ----- | ------------------------- | ------------------------- | --------------------- | --------------------- | --------------- | ------------ | ----------- | --------------- |
| 1918  | -                         | -                         | -                     | -                     | -               | -            | Finale      | Molla Bjurstedt |
| 1923  | -                         | -                         | -                     | -                     | 1/4 de finale   | Kitty McKane | -           | -               |
| 1924  | -                         | -                         | -                     | -                     | 1er tour (1/32) | Phyllis Carr | -           | -               |

À droite du résultat, l’ultime adversaire.

### En double dames
| Année | Championnat d'Australasie | Championnat d'Australasie | Championnat de France Internationaux de France | Championnat de France Internationaux de France | Wimbledon | Wimbledon | US National          | US National              |
| ----- | ------------------------- | ------------------------- | ---------------------------------------------- | ---------------------------------------------- | --------- | --------- | -------------------- | ------------------------ |
| 1918  | -                         | -                         | -                                              | -                                              | -         | -         | Victoire Zinderstein | M. Bjurstedt Mrs. Rogge  |
| 1919  | -                         | -                         | -                                              | -                                              | -         | -         | Victoire Zinderstein | E. Sears H. Hotchkiss    |
| 1920  | -                         | -                         | -                                              | -                                              | -         | -         | Victoire Zinderstein | E. Tennant Helen Baker   |
| 1923  | -                         | -                         | -                                              | -                                              | -         | -         | Finale H. Hotchkiss  | Kitty McKane P. Howkins  |
| 1924  | -                         | -                         | -                                              | -                                              | -         | -         | Finale Zinderstein   | H. Hotchkiss Helen Wills |
| 1926  | -                         | -                         | -                                              | -                                              | -         | -         | Victoire E. Ryan     | Mary Kendall C. Chapin   |

Sous le résultat, la partenaire ; à droite, l’ultime équipe adverse.

## Parcours aux Jeux olympiques

### En simple dames
| # | Date       | Nom de l'olympiade           | Surface      | Résultat      | Ultime adversaire | Score         |          |
| - | ---------- | ---------------------------- | ------------ | ------------- | ----------------- | ------------- | -------- |
| 1 | 13/07/1924 | Jeux olympiques d'été, Paris | Terre (ext.) | 3e tour (1/8) | Julie Vlasto      | 6-3, 2-6, 6-4 | Parcours |

### En double dames
| # | Date       | Nom de l'olympiade          | Surface      | Résultat        | Partenaire         | Ultimes adversaires          | Score    |          |
| - | ---------- | --------------------------- | ------------ | --------------- | ------------------ | ---------------------------- | -------- | -------- |
| 1 | 13/07/1924 | Jeux olympiques d'été Paris | Terre (ext.) | 1er tour (1/16) | Marion Zinderstein | Phyllis Howkins Kitty McKane | 6-1, 6-2 | Parcours |